# Дынное дерево кундинамаркское
Ды́нное де́рево кундинама́ркское, или Го́рная папа́йя (лат. Cárica candamarcénsis) — растение, вид рода Карика семейства Кариковые.
По данным The Plant List на 2013 год, название Carica candamarcensis Hook.f. является синонимом действительного названия Vasconcellea pubescens A.DC.

## Ботаническое описание
Небольшое редкоразветвлённое плодовое дерево высотой до 10 м с ребристыми гладкокожистыми ароматными плодами 6—15 см длиной и 3—8 см шириной.

## Распространение и среда обитания
Растение обычно выращивают на высоте от 1500 до 3000 м над уровнем моря. Оно более устойчиво к вирусным заболеваниям и к колебаниям температуры и влажности, чем папайя. Горная папайя культивируется, в основном, в горных районах Южной Америки от Венесуэлы до Чили. В последнее время в незначительных масштабах начато её выращивание в горах Южной Индии и Шри-Ланки.

## Хозяйственное значение и применение
Горная папайя, подобно папайе и бабако, содержит фермент папаин, обладающий свойством смягчать мясо. Она культивируется ради своих съедобных плодов, употребляемых в сыром и варёном виде.